# Nikopol (Ukraine)
Pour les articles homonymes, voir Nikopol.
Nikopol (en ukrainien : Нікополь et en russe : Никополь) est une ville de l'oblast de Dnipropetrovsk, en Ukraine. Sa population s'élevait à 107 464 habitants en 2021.

## Géographie

### Situation
Nikopol se trouve sur la rive droite (nord) du réservoir de Kakhovka sur le Dniepr, à 100 km au sud-ouest de Dnipro.

## Histoire
Fondée sous le nom de Nikitin Rog (ukrainien : Mykytyn Rih) dans les années 1630, la ville prend à la fin du XVIIIe siècle le nom de Nikopol (du grec Nikopolis (Νικόπολις), « cité victorieuse »). Selon une légende populaire, elle a été fondée par un cosaque nommé Mykyta (Nikita) Tsyhan. La ville doit peut-être son nom à Saint Nikita.

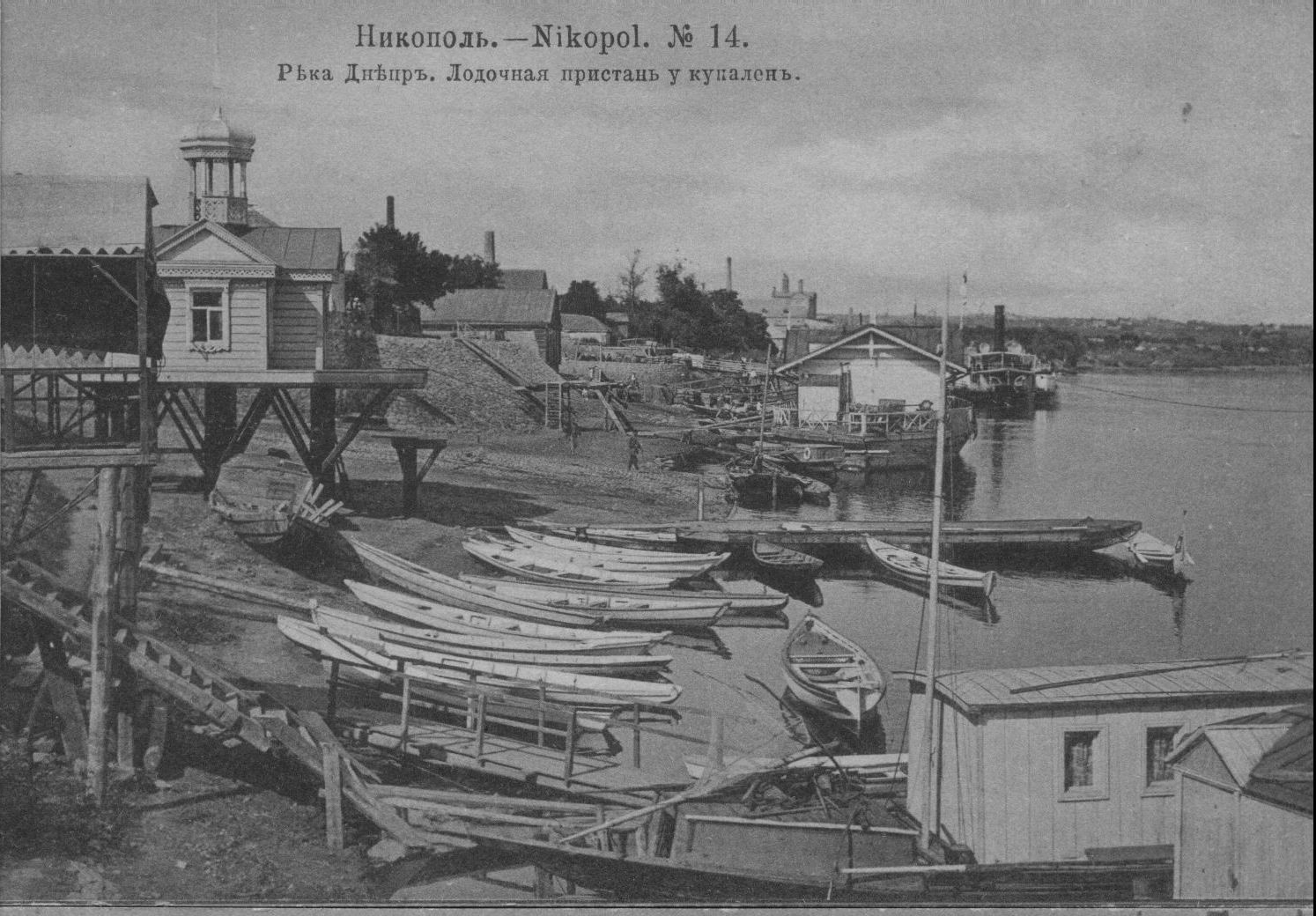
Port de la ville au XIXe siècle.

Pendant la Seconde Guerre mondiale, la ville est occupée par l'Allemagne nazie le 17 août 1941. Elle revêt un intérêt tout particulier pour l'économie de celle-ci du fait de ses gisements de manganèse, matière première dont l'Allemagne manquait. Elle est libérée le 8 février 1944 conjointement par les troisième et quatrième fronts ukrainiens de l'Armée rouge.
Lors de l'Invasion de l'Ukraine par la Russie en 2022, la ville a subi des bombardements et surtout celui du 1er juillet, puis deux semaines plus tard avec des bombes au phosphore, et enfin le 19 juillet pendant plus de dix heures.

## Population
L'agglomération de Nikopol comprend également les villes minières de Marhanets à l'est et Pokrov à l'ouest. Elle comptait 235 000 habitants en 2001.
Recensements ou estimations de la population,, :
| 1897*  | 1923*  | 1926*  | 1939*  |
| ------ | ------ | ------ | ------ |
| 21 282 | 11 808 | 14 209 | 57 687 |

| 1959*  | 1970*   | 1979*   | 1989*   |
| ------ | ------- | ------- | ------- |
| 82 992 | 124 949 | 145 654 | 157 608 |

| 2001*   | 2013    | 2014    | 2015    |
| ------- | ------- | ------- | ------- |
| 136 280 | 118 720 | 117 857 | 116 834 |

| 2016    | 2017    | 2018    | 2019    |
| ------- | ------- | ------- | ------- |
| 115 447 | 113 889 | 112 102 | 110 669 |

| 2020    | 2021    | - | - |
| ------- | ------- | - | - |
| 109 122 | 107 464 | - | - |

## Économie
Les principales entreprises de Nikopol sont :
- OAO Nikopolski Youjnotroubny Zavod (en russe : ОАО Никопольский Южнотрубный Завод) : usine de tubes de Nikopol, mise en service en 1935, appartenant au groupe ukrainien Interpipe. Elle fabrique environ 240 000 tonnes de tubes d'acier par an. Elle employait 17 000 salariés en 2000[5] ;
- OAO Nikopolski zavod ferrosplavov (en russe : ОАО Никопольский завод ферросплавов) : produit des ferroalliages (10 pour cent de la production mondiale) depuis 1966. Elle emploie 7 930 salariés[6].

Elle est desservie par une gare sur le réseau de chemin de fer du réseau de Proche-Dnipro.

## Galerie d'images

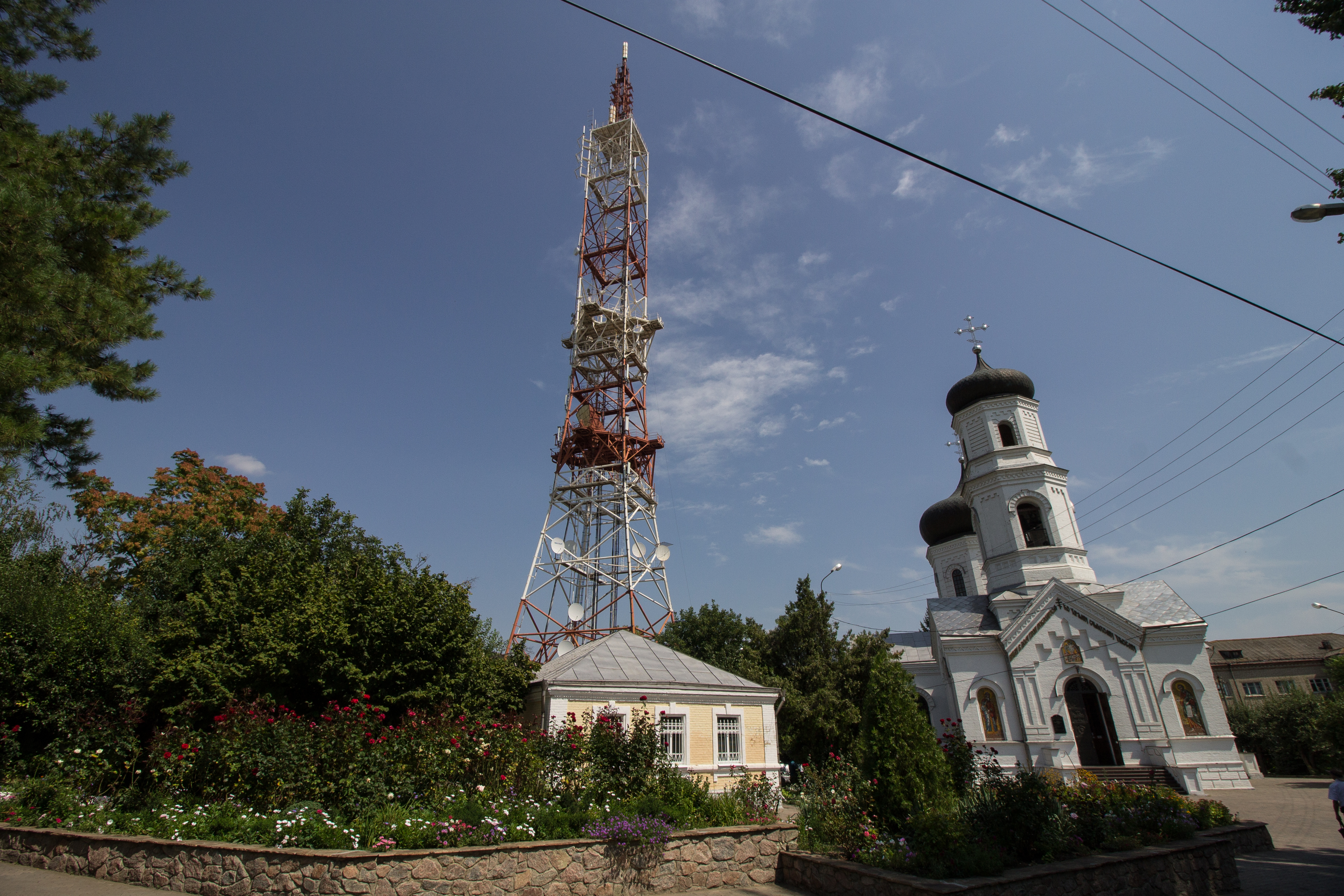
La tour de télévision et l'église de la Nativité classée[7].
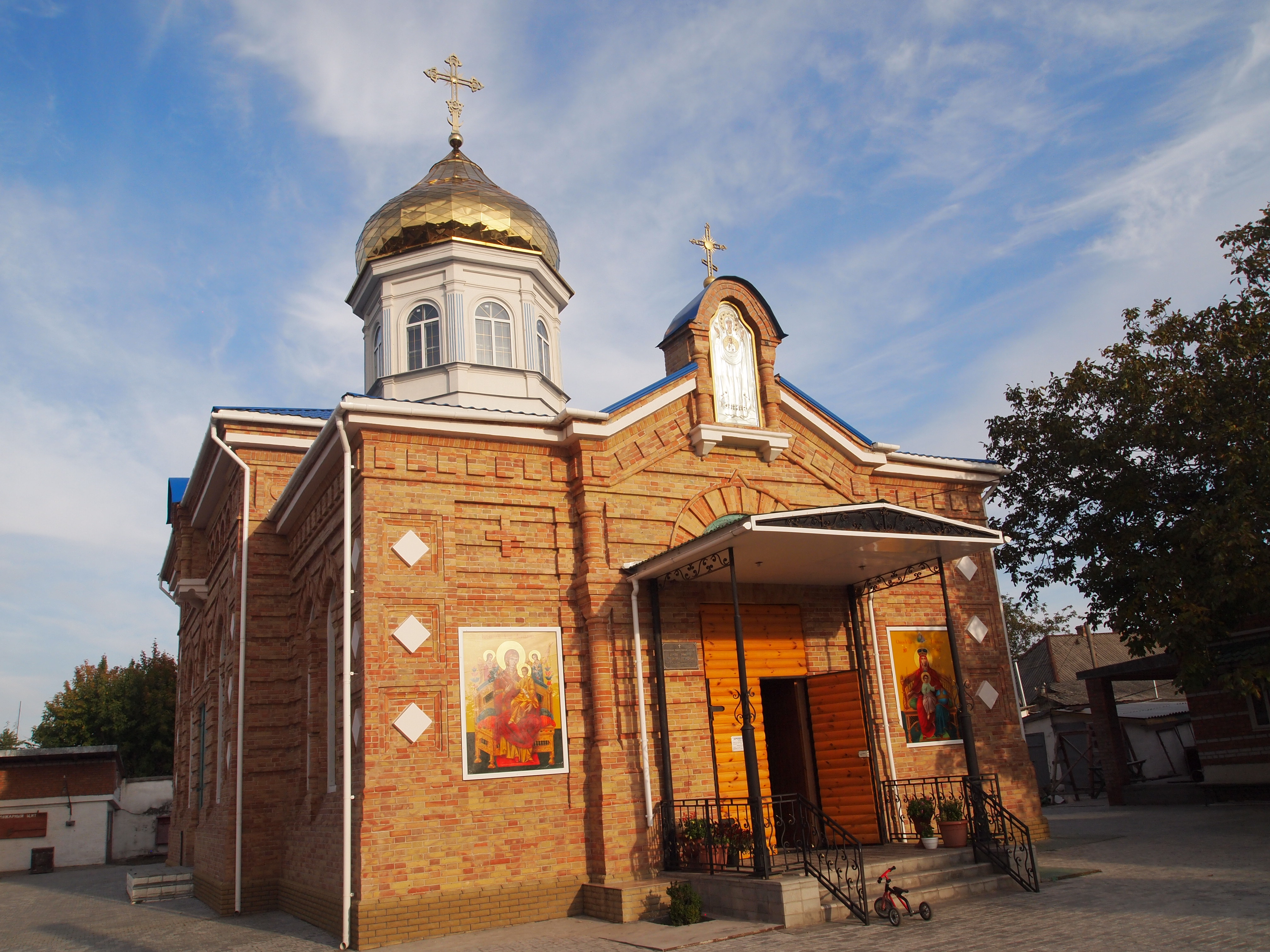
Église de Théodokos, classée[8].
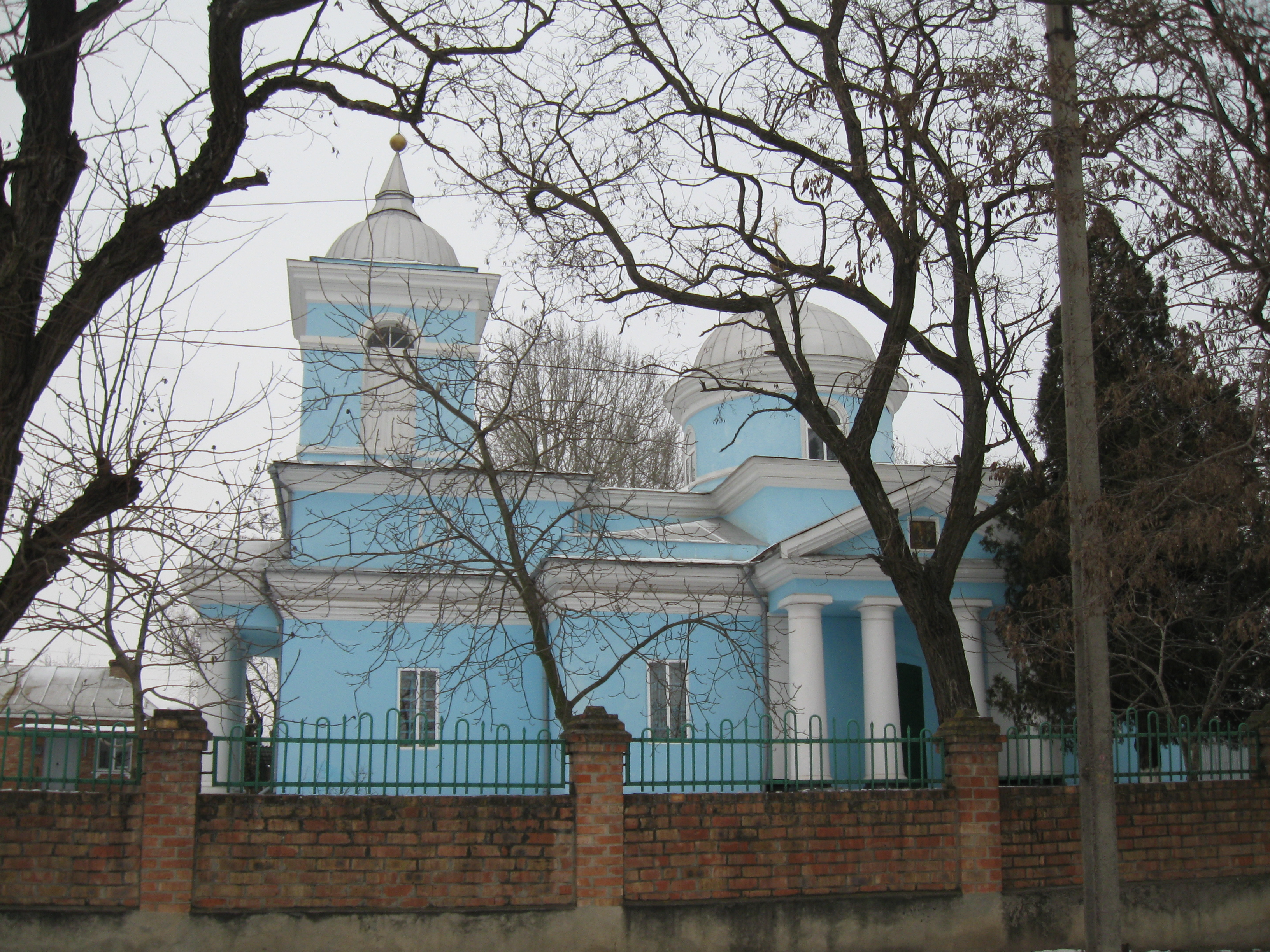
Église de la Nativité classée[9].
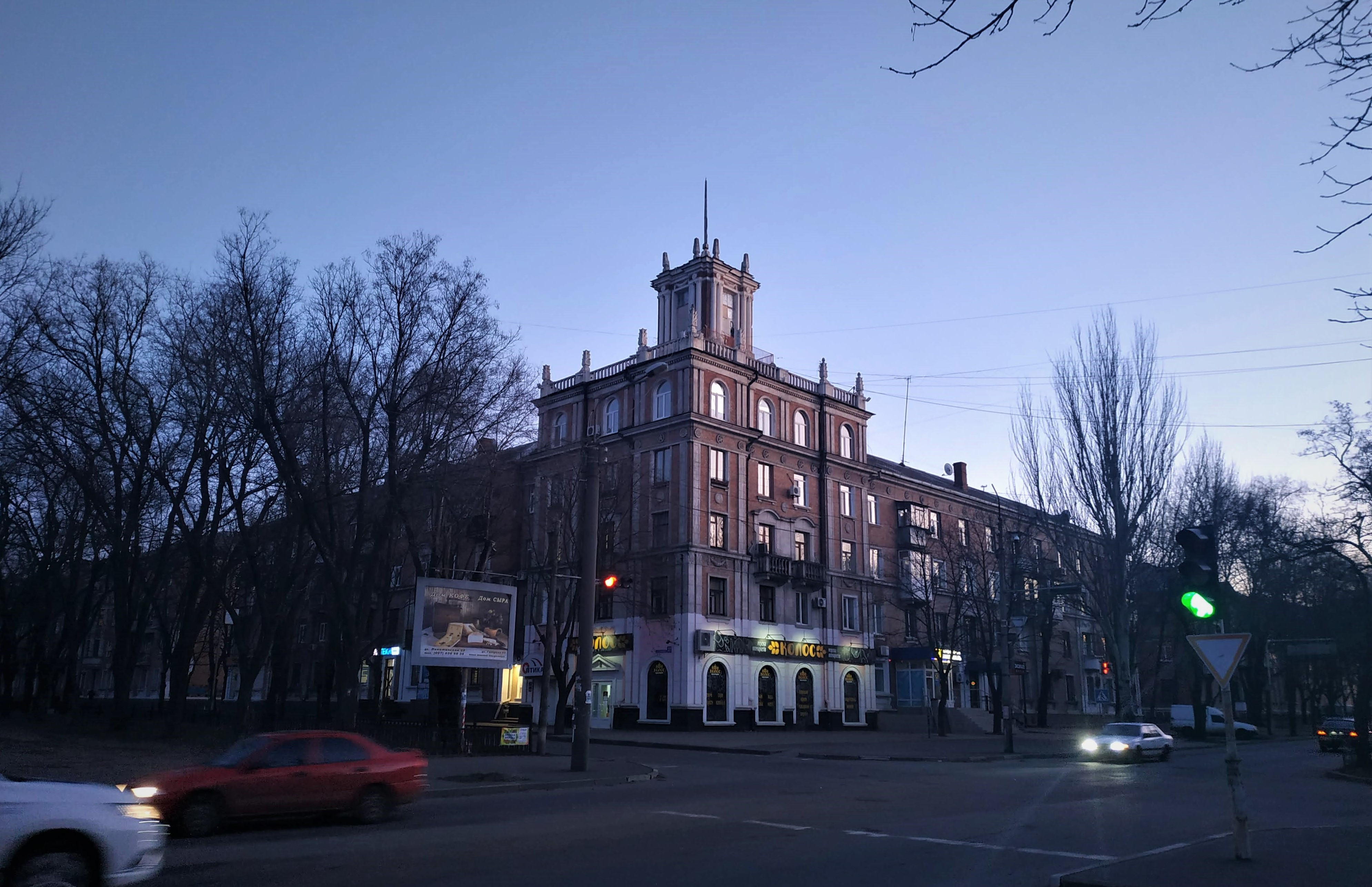
Immeuble de la rue Troubnikov classée[10].
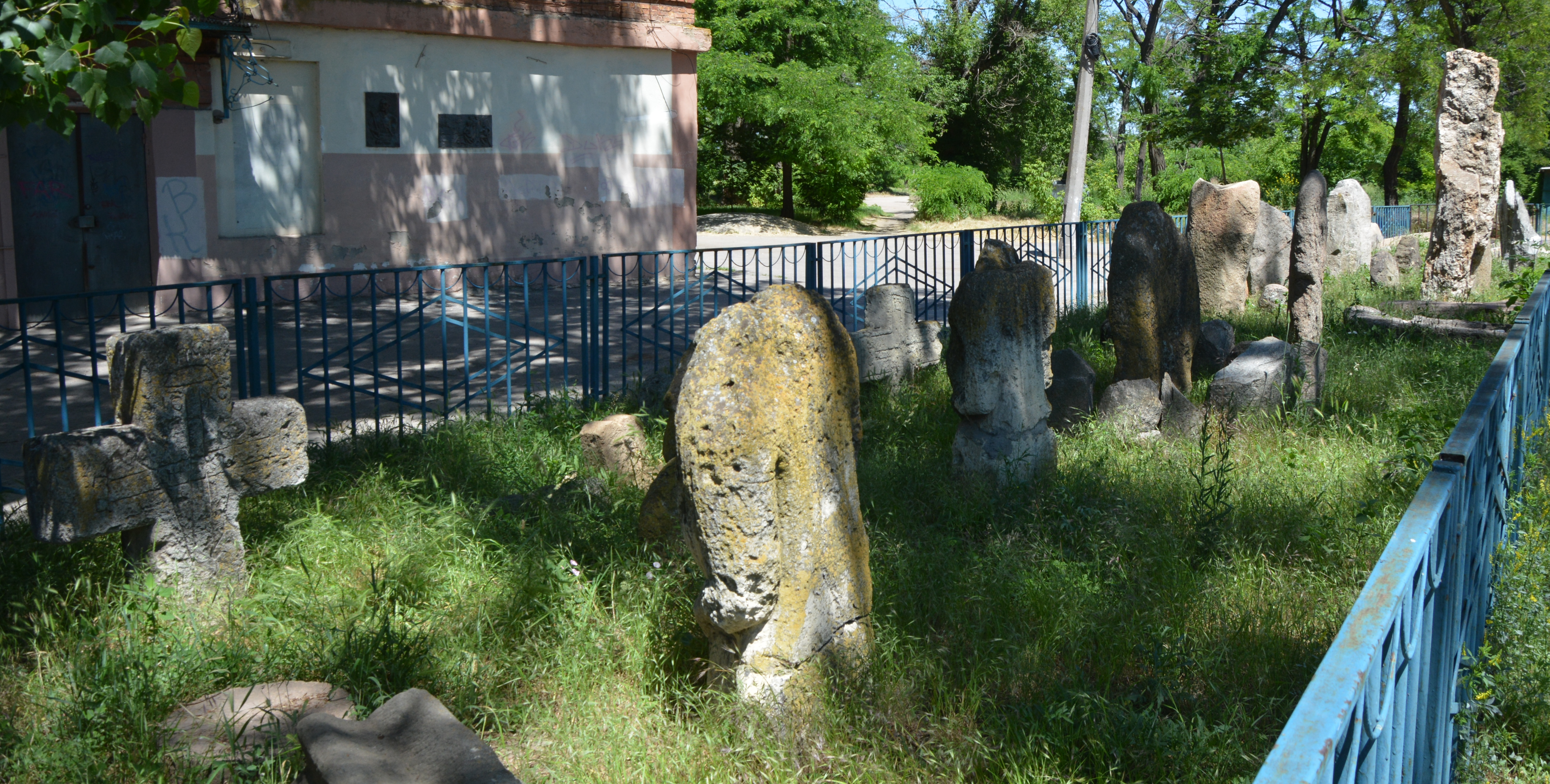
Dépôt lapidaire du musée local d'histoire.